# Estrilda
Genre
Estrilda est un genre de la famille des Estrildidae, et qui regroupe 17 espèces d'oiseaux (dont une éteinte) nommés astrilds.

## Liste d'espèces
D'après la classification de référence (version 2.7, 2010) du Congrès ornithologique international (ordre phylogénique) :
- Estrilda caerulescens – Astrild queue-de-vinaigre
- Estrilda perreini – Astrild à queue noire
- Estrilda thomensis – Astrild de Sao Tomé
- Estrilda poliopareia – Astrild du Niger
- Estrilda paludicola – Astrild à poitrine fauve
- Estrilda ochrogaster – Astrild abyssinien
- Estrilda melpoda – Astrild à joues orange
- Estrilda rhodopyga – Astrild à croupion rose
- Estrilda rufibarba – Astrild barbe-rousse
- Estrilda troglodytes – Astrild cendré
- Estrilda astrild – Astrild ondulé
- Estrilda nigriloris – Astrild à masque noir
- Estrilda nonnula – Astrild nonnette
- Estrilda atricapilla – Astrild à tête noire
- Estrilda kandti – Astrild de Kandt
- Estrilda erythronotos – Astrild à moustaches
- Estrilda charmosyna – Astrild des fées

## Taxinomie
E. melanotis et E. quartinia sont deux espèces qui appartenait autrefois à ce genre. Elles ont été déplacées dans le genre Coccopygia à la suite de la classification (version 2.7, 2010) du Congrès ornithologique international. Dans la même version de cette classification, l'Astrild de Kandt (Estrilda kandti) est reconnu comme une espèce à part entière. Il est séparé de l'Astrild à tête noire (Estrilda atricapilla).